# Родригес, Луис
Луис Родригес (исп. Luis Rodríguez, полное имя Luis Rodríguez Salazar, род. 1948) — испанский продюсер, аранжировщик, музыкант и звукоинженер, более всего известный своей работой в качестве сопродюсера группы Modern Talking. C 1984 до 2001 года он также принимал участие в качестве аранжировщика песен и музыкального сопродюсера многих проектов Дитера Болена, например, выступлений певицы C. C. Catch и коллектива Blue System. В честь него Болен написал песню Brother Louie, имевшую большой успех в мире в 1986 году (№ 1 в Германии, № 1 в Чили, № 1 в Греции, № 1 в Турции, № 1 в Израиле, № 2 в Ирландии, № 4 в Великобритании, № 10 в Португалии, 32-е место в Италии, 34-е в Канаде, 15-е место в Мексике).

## Биография
Родригес начал свою музыкальную карьеру в середине 1970-х годов в качестве певца. Он продюсировал таких исполнителей, как C. C. Catch, Blue System, Крис Норман (ранее Smokie), Бонни Тайлер и других. В 1990-х годах Луис Родригес работал над многочисленными проектами, такими как Baccara, Майк Марин, Chicano, T. Ark, Sweet Connection, Les McKeown (ex-Bay City Rollers), Errol Brown (ex-Hot Chocolate), David Tavaré и другими. Большого успеха в качестве музыкального продюсера он достиг в работе с группой Fun Factory.
Благодаря вокалу своей супруги Лианы Росс, Родригес выпустил несколько танцевальных проектов, таких как: Creative Connection, Josy, Lian Ross, Jobel, Dana Harris и другие.
В настоящее время Родригес работает с 2 Eivissa, Давидом Таваре, песни которых стали хитами № 1 в Испании, и известным немецким поп-певцом Fancy.